# Leutschauer Berge
Die Leutschauer Berge (auch Leutschauer Gebirge, slowakisch Levočské vrchy) sind ein Gebirgszug im Osten der Slowakei nördlich der Stadt Levoča (deutsch Leutschau).

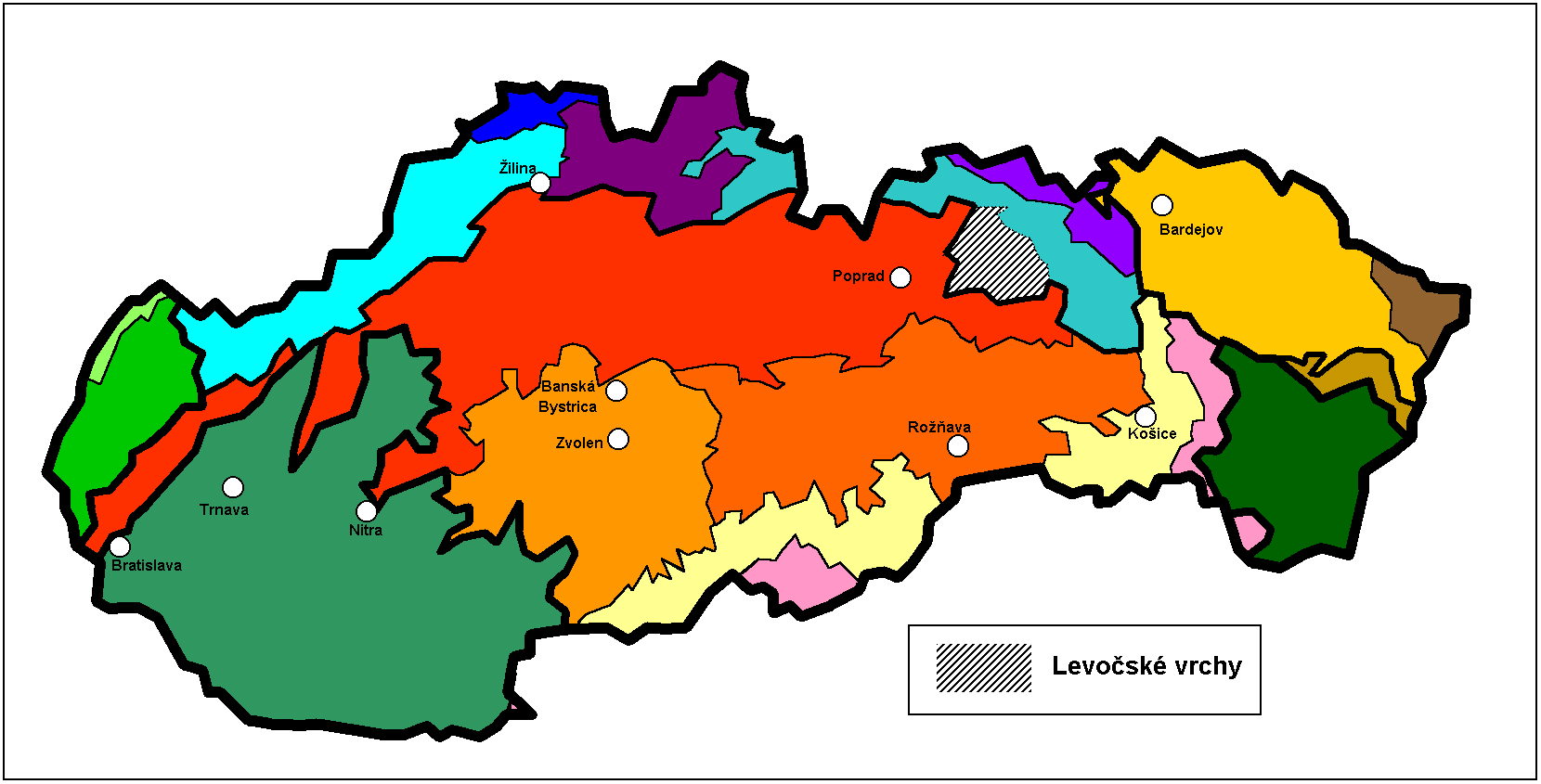
Die Leutschauer Berge innerhalb der Geomorphologischen Einteilung der Slowakei

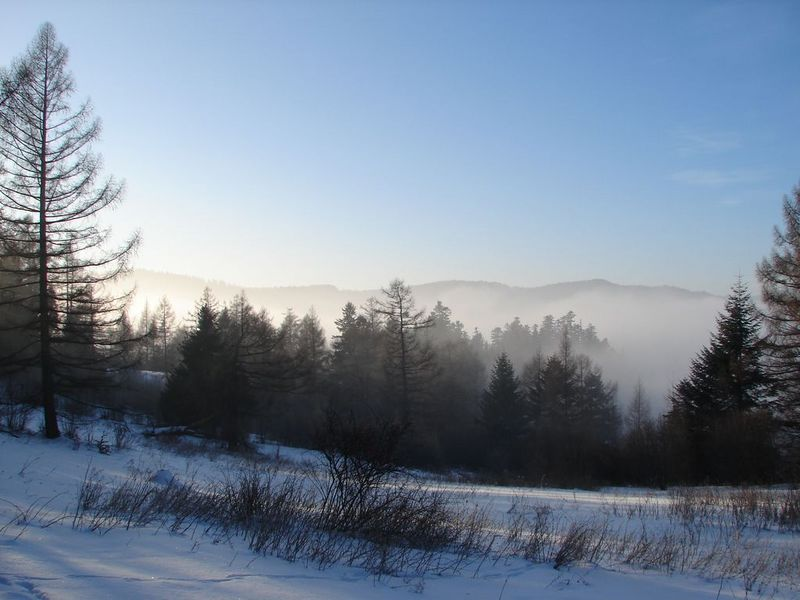
Leutschauer Berge im Winter

Das Gebiet besteht aus einem massiven Bergrücken mit Erhebungen bis zu 1200 Metern. Ein verzweigtes System von Gabelungen durchzogen von tief einschneidenden Tälern vereinigt sich im Zentrum. Die Form ist bestimmt durch dicke Lagen von Sandstein sowie dünneren aus Schiefer und Schottergesteinen. 
Durch seine Lage im Regenschatten der Hohen Tatra ist das Gebiet relativ niederschlagsarm. 
Zu den höchsten Bergen zählen die Čierna Hora (deutsch „Höhe“, 1290 m n.m.), der Siminy (deutsch „Großer Schimmen“, 1287 m n.m.), die Ihla (deutsch „Nadel“, 1282 m n.m.), der Repisko (deutsch „Reps“, 1250 m n.m.) und der Javorina (deutsch „Kniebeuger“, 1224 m n.m.). Die hohen und schlecht zugänglichen Gipfel sind bedeckt von Fichten- und Tannenwäldern, letztere vor allem in den feuchteren Tälern. An den Süd- und Südwesthängen finden sich außerdem auch Mischwälder aus Buchen, Eichen und Tannen.
Seit dem 7. Jahrhundert kann im Gebiet eine slawische Besiedlung nachgewiesen werden. Aber erst im 13. Jahrhundert nahm die Bevölkerung stark zu, als sich die ungarischen Könige nach den Mongoleneinfällen im 13. und 14. Jahrhundert entschlossen, deutsche Siedler ins Land zu holen. Durch den so entstehenden Bergbau entstanden an das Gebirge grenzende Städte wie Levoča (Leutschau), Kežmarok (Käsmark) und Ľubica (Leibitz).
Im 13. und 15. Jahrhundert wurden die Waldgebiete in einigen Tälern im Süden gerodet, und Walachen siedelten sich an. So entstanden die Orte Torysky (deutsch Siebenbrunn), Repaše (deutsch Ripsch) und Oľšavica (deutsch Olschau).
Ab 1953 war der größte Teil des Gebirges Bestandteil des Truppenübungsplatzes Javorina, so dass viele Siedlungen geräumt werden mussten. Anfang 2011 wurde das Gelände wieder einer zivilen Nutzung zugeführt und der Militärbezirk den umliegenden Gemeinden aufgeteilt.